# Rebecca Allison
Rebecca Anne «Becky» Allison (21 de diciembre de 1946) es una cardióloga estadounidense y activista transgénero, que fue presidente de la Gay and Lesbian Medical Association (GLMA; en español: Asociación médica gay y lésbica) e integró el Comité de prevención de la Asociación Médica Estadounidense para asuntos LGBT.

## Biografía
Nació en Greenwood, Misisipi de Errol Ward Atkinson y Mabel Blackwell Atkinson. Se produjo su transición de género en 1993, mientras vivía en Jackson, Misisipi.

## Carrera
Se graduó magna cum laude por la Universidad de Misisipi Centro Médico en 1971. Después de practicar cuidados primarios de medicina interna, en 1985 regresó a estudiar cardiología, trabajando en ese campo en 1987, pero perdió su práctica dentro del año 1993, de su transición. Ella entonces se mudó a Phoenix, Arizona, para una posición con CIGNA y sirvió como Jefa de cardiología de 1998 a 2012, cuándo ingresa a la práctica privada. La revista Phoenix la nombró una de los "Doctores Superiores" en Phoenix para 2006, 2007, y 2008.

## Activismo
En 1998, Allison creó el sitio drbecky.com, de recursos centrados en lo médico, legal, y necesidades espirituales de personas transgéneros. El sitio web incluye una recopilación de estatutos para cambio de sexo con certificados de nacimiento, folletos de cirugía facial de feminizacion por Douglas Ousterhout, crítica del polémico libro de 2003 El Hombre Que Quería Ser Reina  por J. Michael Bailey, y una sección de espiritualidad. El sitio web de Allison es frecuentemente citado en directrices de LGBT cuidado de salud. Además del GLMA,  es catedrática de la Asociación Médica americana del Comité de Supervision Gay, Lesbiana, Bisexual, y Asuntos Transgénero, y asistidos por la AMA Resolución 22, "Sacando Barreras Financieras para Ocuparse de Pacientes Transgénero."  Allison es también activa en Soulforce y organiza el Transgénero Día de Recordación anualmente con su pareja Margaux Schaffer.

## Algunas publicaciones
- Allison RA (2007). Transsexualism. En Fink G (ed.) Enciclopedia de Tensión (2.ª ed.) Elsevier, ISBN 978-0-12-088503-9

- Allison RA (2007). Transsexualism. En Pfaff D, Arnold Un, Etgen Un, Fahrbach S, Rubin R (eds.) Hormonas, Cerebro, y Comportamiento (2.ª ed.) Elsevier, ISBN 978-0-12-532104-4